# Podocopa
A Podocopa a kagylósrákok egyik alosztálya, mely magába foglalja a Platycopida és Podocopida rendeket.
Az alosztályra érvényes jellemzők:
- a carapax dorsalis oldala enyhén görbült vagy egyenes, ilyenkor rövidebb az állat teljes testhosszánál
- a ventrális oldal egyenes, és legfennebb az elülső oldalán konkáv
- a teknők vastagsága változó, általában erősen díszítettek.
- a belső lemez külső pereme többé-kevésbé elmeszesedett, és gyakorta valódi póruscsatornák szelik át
- a zárosperem egyszerű szerkezetű
- az izombenyomatok mintázata változó

Ezen alosztály képviselői megtalálhatóak egyaránt tengerben, brakkvízben és édesvízben.